# Friendship, Wisconsin
Friendship là một làng thuộc quận Adams, tiểu bang Wisconsin, Hoa Kỳ. Năm 2006, dân số của làng này là 781 người.